# Wiler bei Utzenstorf
Wiler bei Utzenstorf ist eine politische Gemeinde im Verwaltungskreis Emmental des Schweizer Kantons Bern.

## Geographie
Wiler bei Utzenstorf liegt auf 462 m ü. M., 6 km südlich der Stadt Solothurn (Luftlinie). Das Dorf erstreckt sich in der flachen Schwemmlandebene der Emme, östlich des kanalisierten Flusslaufs, im Schweizer Mittelland.
Die Fläche des 3,8 km² grossen Gemeindegebiets umfasst einen Abschnitt des zentralen Berner Mittellandes. Das Gebiet ist fast völlig eben; die fruchtbare und landwirtschaftlich intensiv genutzte Schwemmebene der Emme steigt gegen Süden leicht an. Die kanalisierte und begradigte Emme bildet im Westen und Nordwesten die Gemeindegrenze und wird von einem schmalen Waldgürtel und einem Seitenkanal begleitet. Von der Emme erstreckt sich der Gemeindeboden über eine Landwirtschaftszone nach Osten in den ausgedehnten Wilerwald und nach Südosten auf das Wilerfeld, auf dem mit 471 m ü. M. der höchste Punkt von Wiler bei Utzenstorf erreicht wird. Die Ebene wird durch den Strackbach nach Norden zur Emme entwässert. Von der Gemeindefläche entfielen 1997 13 % auf Siedlungen, 31 % auf Wald und Gehölze, 55 % auf Landwirtschaft, und etwas weniger als 1 % war unproduktives Land.
Zu Wiler bei Utzenstorf gehört der Weiler Wilerfeld (469 m ü. M.) am Südrand des Gemeindegebietes. Nachbargemeinden von Wiler bei Utzenstorf sind Zielebach, Utzenstorf und Bätterkinden.

## Bevölkerung
Mit 1038 Einwohnern (Stand 31. Dezember 2023) gehört Wiler bei Utzenstorf zu den kleineren Gemeinden des Kantons Bern. Im Jahr 2000 waren von den Bewohnern 96,4 % deutschsprachig, 1,3 % italienischsprachig, und 1,0 % sprachen Französisch. Die Bevölkerungszahl von Wiler bei Utzenstorf belief sich 1850 auf 337 Einwohner, 1900 auf 402 Einwohner. Im Verlauf des 20. Jahrhunderts stieg die Bevölkerungszahl bis 1970 kontinuierlich auf 845 Personen an. Seither wurde insgesamt wieder eine leicht sinkende Tendenz festgestellt.

## Politik
Die Stimmenanteile der Parteien anlässlich der Nationalratswahl 2023 betrugen: SVP 42,3 % (+10,1 %), Mitte 13,7 % (−3,7 %), SP 12,2 % (−3,4 %), glp 10,4 % (−2,1 %), GPS 6,5 % (+0,1 %), FDP 4,8 % (−0,5 %), EVP 2,4 % (−0,6 %), EDU 1,6 % (+0,6 %).

## Wirtschaft

Flugaufnahme von Werner Friedli (1949)

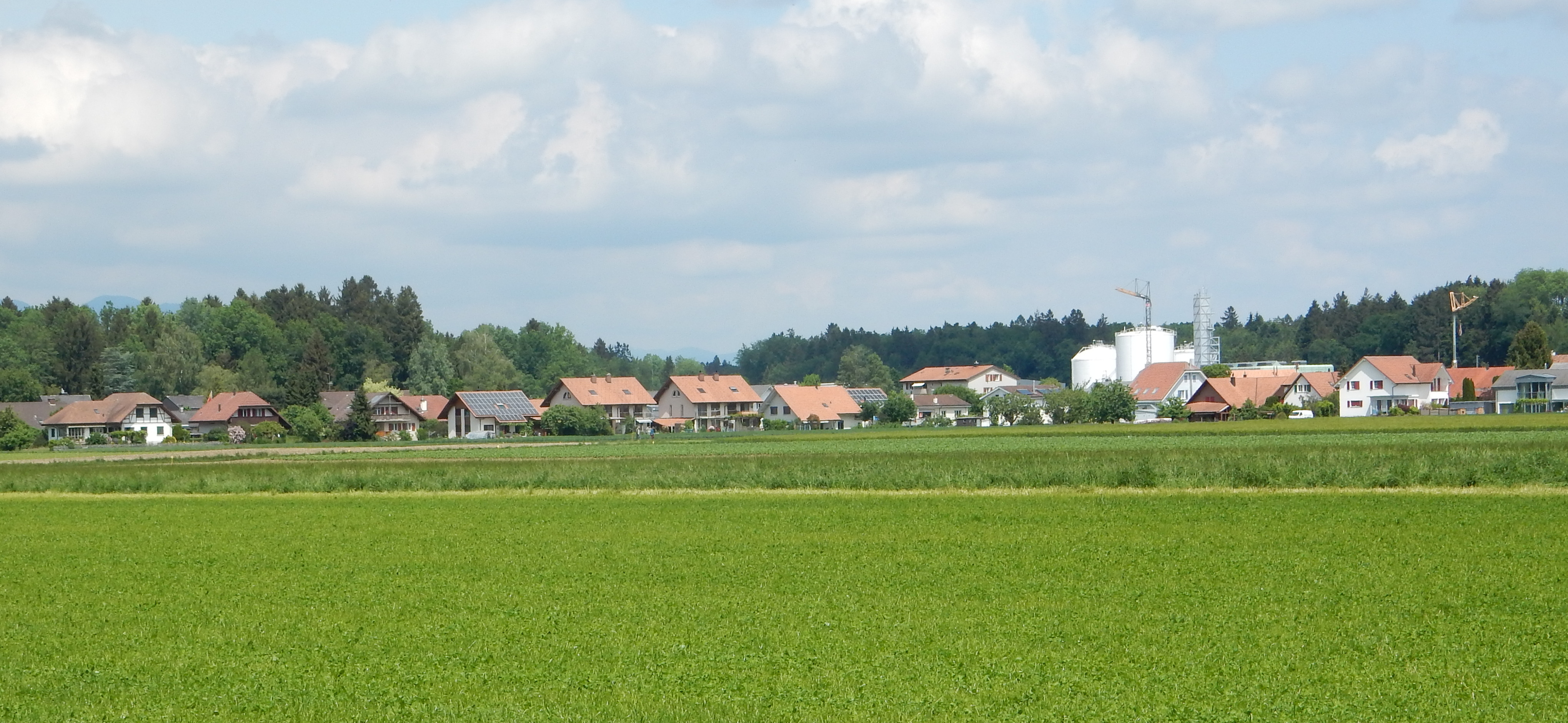
Wiler von Westen gesehen

Wiler bei Utzenstorf war bis in die zweite Hälfte des 20. Jahrhunderts ein vorwiegend durch die Landwirtschaft geprägtes Dorf. Noch heute haben der Ackerbau, die Viehzucht und die Forstwirtschaft einen gewissen Stellenwert in der Erwerbsstruktur der Bevölkerung. Weitere Arbeitsplätze sind im lokalen Kleingewerbe und im Dienstleistungssektor vorhanden. In Wiler bei Utzenstorf sind heute Betriebe des Baugewerbes, des Maschinen- und Metallbaus, des Gartenbaus und der Holzverarbeitung vertreten. Weiter produziert die national bekannte Carbagas AG ungiftige Industrie- und Medizingase. In den letzten Jahrzehnten hat sich das Dorf zu einer Wohngemeinde entwickelt. Viele Erwerbstätige sind deshalb Wegpendler, die hauptsächlich in den grösseren Ortschaften der Umgebung sowie im Raum Solothurn arbeiten.

## Verkehr
Die Gemeinde ist verkehrsmässig recht gut erschlossen. Sie liegt an einer Verbindungsstrasse von Utzenstorf nach Gerlafingen. Der nächste Anschluss an die Autobahn A1 (Bern–Zürich) befindet sich rund 5 km vom Ortskern entfernt. Am 26. Mai 1875 wurde die Eisenbahnlinie von Burgdorf nach Solothurn in Betrieb genommen. Die Bahnstation Wiler bei Utzenstorf wurde jedoch erst 1908 eröffnet.
Regionalverkehr Mittelland und Partner bauten 2003 mit 14'696'000 Franken Subventionen einen Umschlagterminal für den kombinierten Verkehr (Cargodrome). Dieser wurde bis ca. 2009 von Wiler Terminal + Logistik AG betrieben.

## Geschichte
Die erste urkundliche Erwähnung des Ortes erfolgte 1261 unter dem Namen Wilere; von 1387 ist die Schreibweise Wiler überliefert. Der Ortsname geht auf das althochdeutsche Wort wilari (kleines Dorf, Weiler) zurück.
Seit dem Mittelalter unterstand Wiler bei Utzenstorf der Oberhoheit der Grafen von Kyburg und gehörte zur Herrschaft Landshut. Mit dieser Herrschaft gelangte das Dorf 1413 in den Einflussbereich der bernischen Landvogtei Wangen, welche die Hohe Gerichtsbarkeit ausübte. Mit dem Verkauf der Herrschaft Landshut im Jahr 1514 gelangte Wiler bei Utzenstorf unter die direkte Berner Herrschaft und wurde der Landvogtei Landshut zugeordnet.
Nach dem Zusammenbruch des Ancien Régime (1798) gehörte Wiler bei Utzenstorf während der Helvetik zum Distrikt Burgdorf und ab 1803 zum Oberamt Fraubrunnen, das mit der neuen Kantonsverfassung von 1831 den Status eines Amtsbezirks erhielt. Wiler bei Utzenstorf besitzt keine eigene Kirche, es gehört zur Pfarrei Utzenstorf.